# Sociální dilema
Sociální dilema, v anglickém originále The Social Dilemma, je americké dokumentární drama z roku 2020. Snímek kombinuje rozhovory s odborníky a ilustrativní hrané pasáže. Film režíroval Jeff Orlowski, který také společně s Davisem Coombem a Vickie Curtis napsal scénář. Film zkoumá vzestup sociálních médií a škody, které způsobily společnosti. Zaměřuje se na vykořisťování uživatelů sociálních sítí pro finanční zisk prostřednictvím kapitalismu dohledu a data miningu. Ukazuje, jak má design sociálních sítí podněcovat závislost, jak se používá v politice, jaký má dopad na duševní zdraví (včetně duševního zdraví adolescentů a rostoucí míry sebevražd mladistvých) a jakou roli hraje v šíření konspiračních teorií (např. Pizzagate).
Film byl poprvé uveden na filmovém festivalu Sundance 2020 a zveřejněn na Netflixu dne 9. září 2020.

## O filmu
Film obsahuje rozhovory s bývalým etikem designu Googlu a spoluzakladatelem Centra pro humánní technologie Tristanem Harrisem, spoluzakladatelem Centra pro humánní technologie Azou Raskinem, spoluzakladatelem Asany a spolutvůrcem tlačítka „To se mi líbí“ na Facebooku Justinem Rosensteinem, profesorkou Harvardovy univerzity Shoshanou Zuboffovou, bývalým ředitelem Pinterestu Timem Kendallem, ředitelkou výzkumu veřejné politiky ve společnosti AI Now Rashida Richardson, ředitelkou výzkumu ve společnosti Yonder Renee DiResta, ředitelkou programu Stanford University Addiction Medicine Fellowship Annou Lembke a odborníkem na virtuální realitu Jaronem Lanierem. Rozhovory jsou prokládány hranými pasážemi, ve kterých herci Skyler Gisondo, Kara Hayward a Vincent Kartheiser vyprávějí příběh dospívajícího chlapce a jeho závislosti na sociálních sítích.

## Účinkují

### Experti
- Tristan Harris
- Aza Raskin
- Justin Rosenstein
- Shoshana Zuboffová
- Jaron Lanier
- Tim Kendall
- Rashida Richardson
- Renee DiResta
- Anna Lembke
- Roger McNamee
- Guillaume Chaslot

### Herci
| Skyler Gisondo     | Ben               |
| Kara Hayward       | Cassandra         |
| Vincent Kartheiser | umělá inteligence |
| Sophia Hammons     | Isla              |
| Catalina Garayoa   | Rebecca           |
| Barbara Gehring    | matka             |
| Chris Grundy       | nevlastní otec    |